# Linia elektroenergetyczna 750 kV Widełka – Chmielnicka

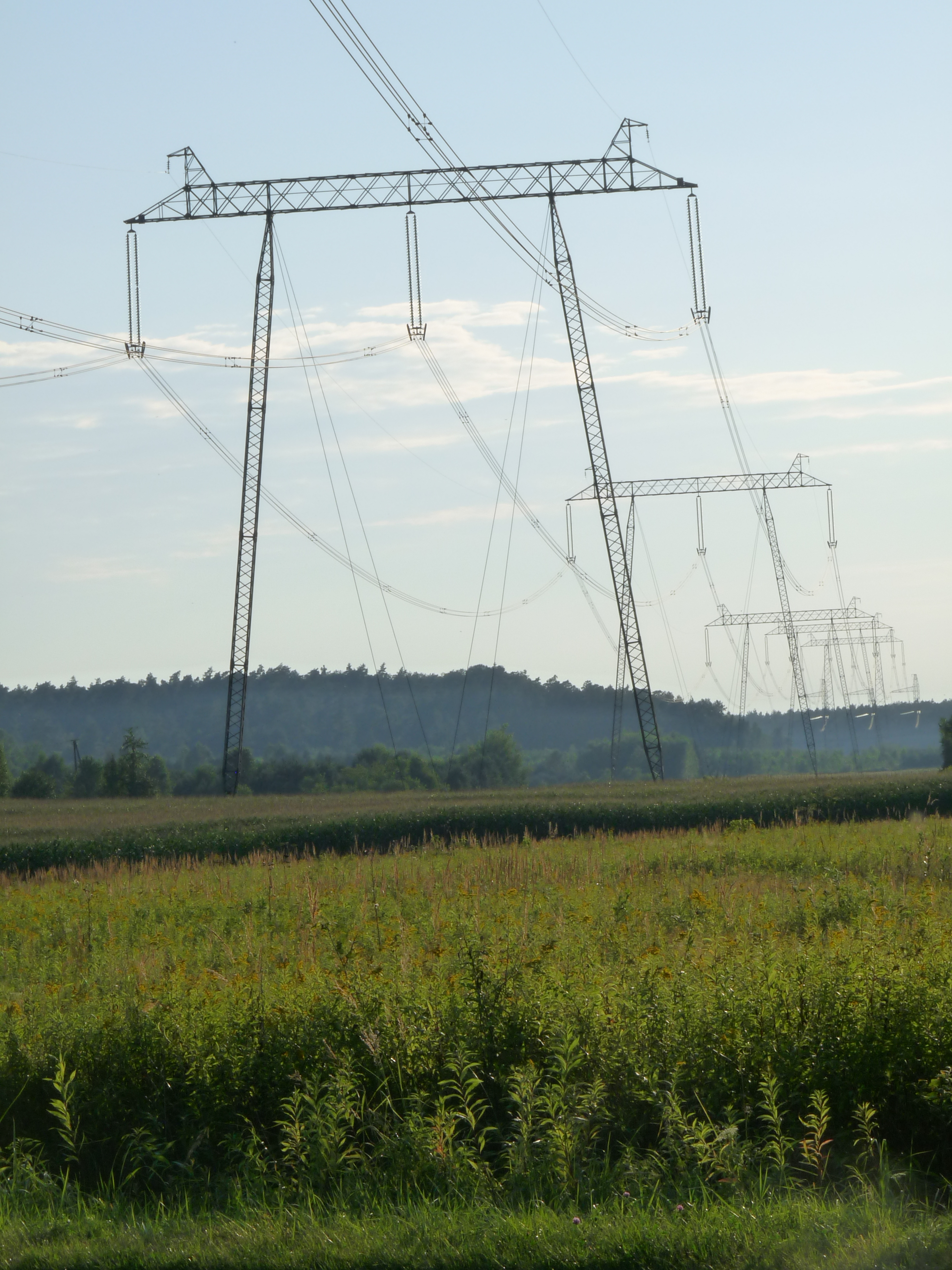
Słup przelotowy linii 750 kV typu U45P

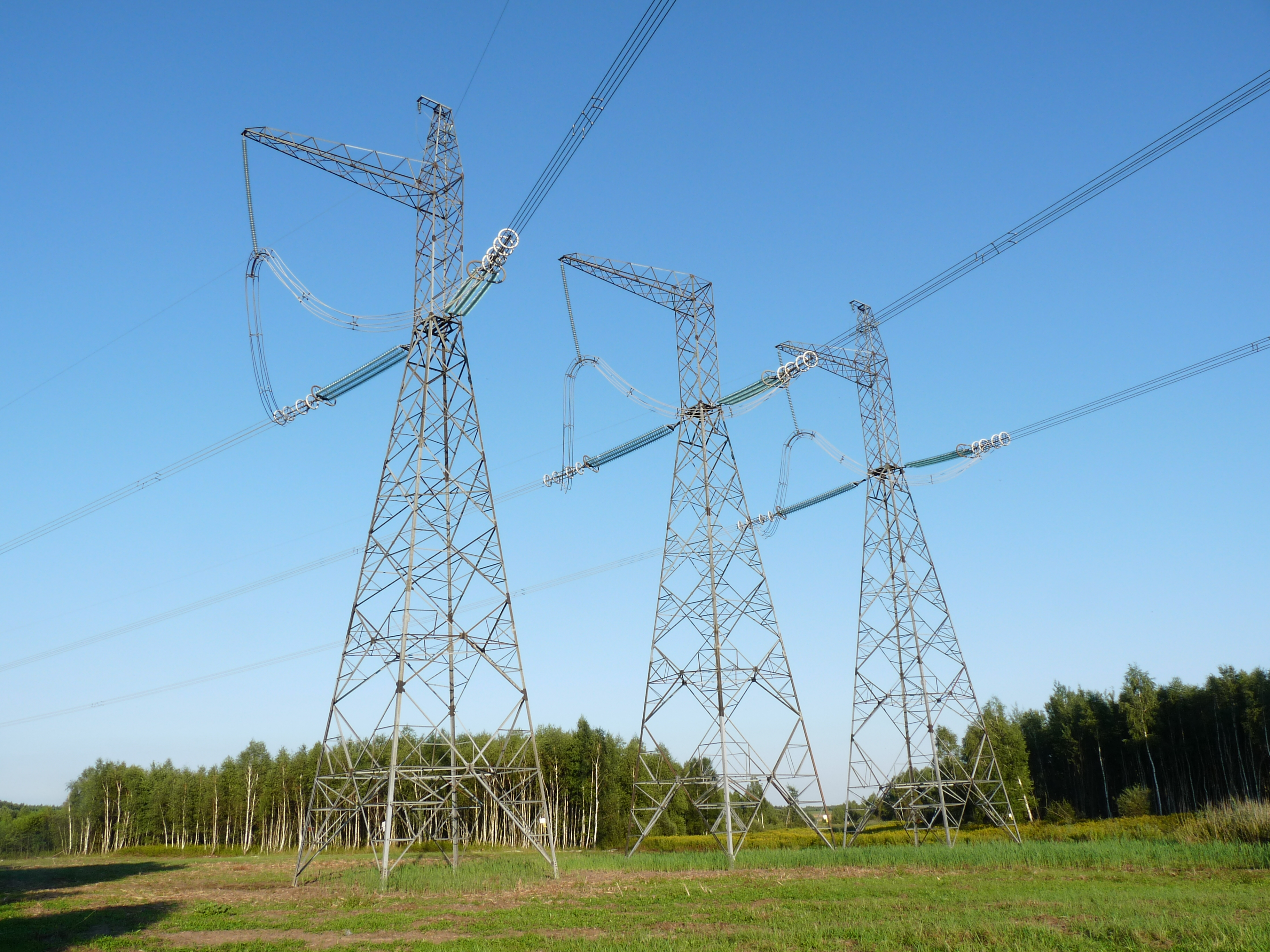
Słupy mocne linii 750 kV typu U45M3 (osobny słup dla każdej fazy).

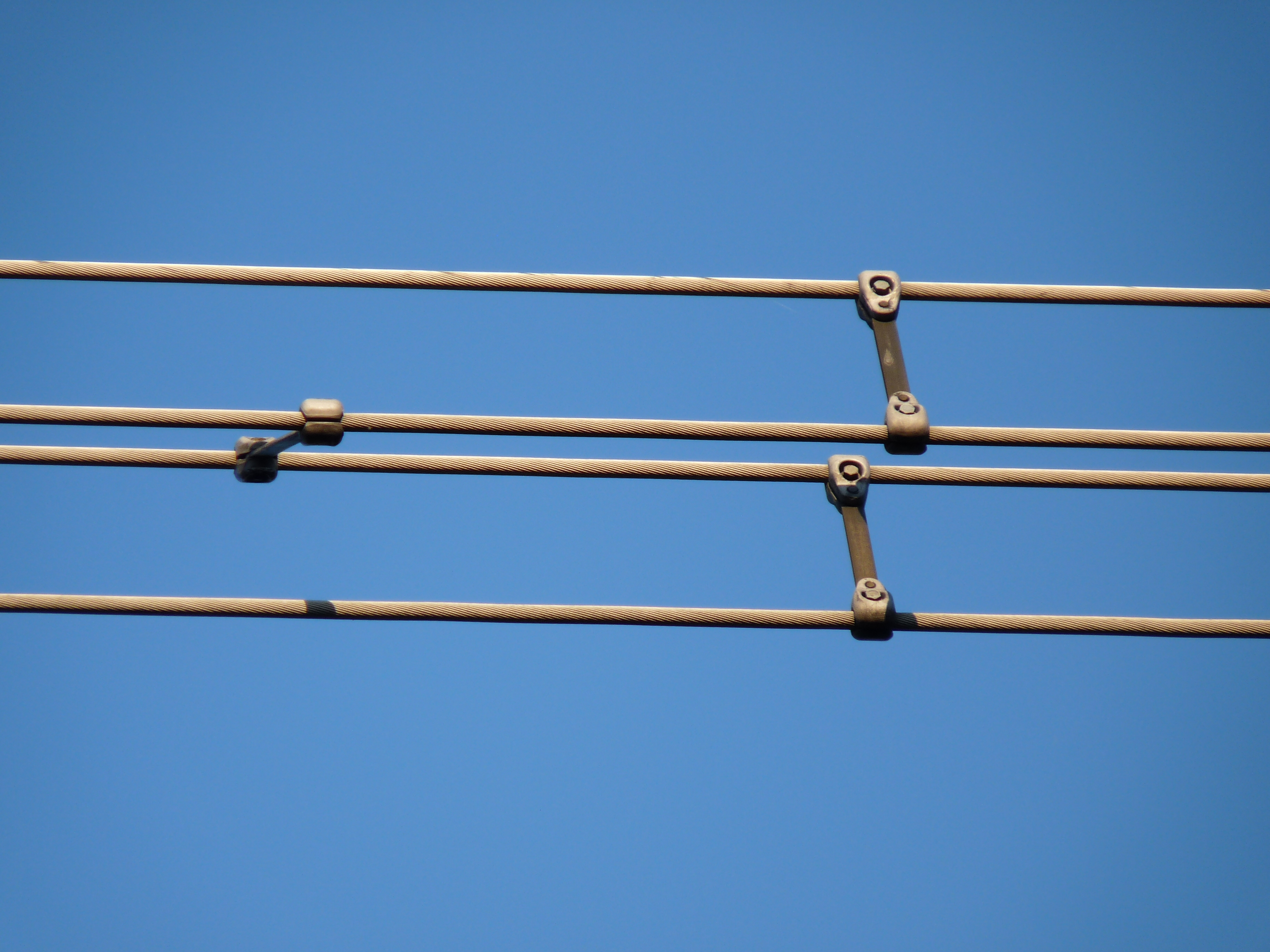
Wiązka czterech przewodów AFL-8 z odstępnikami

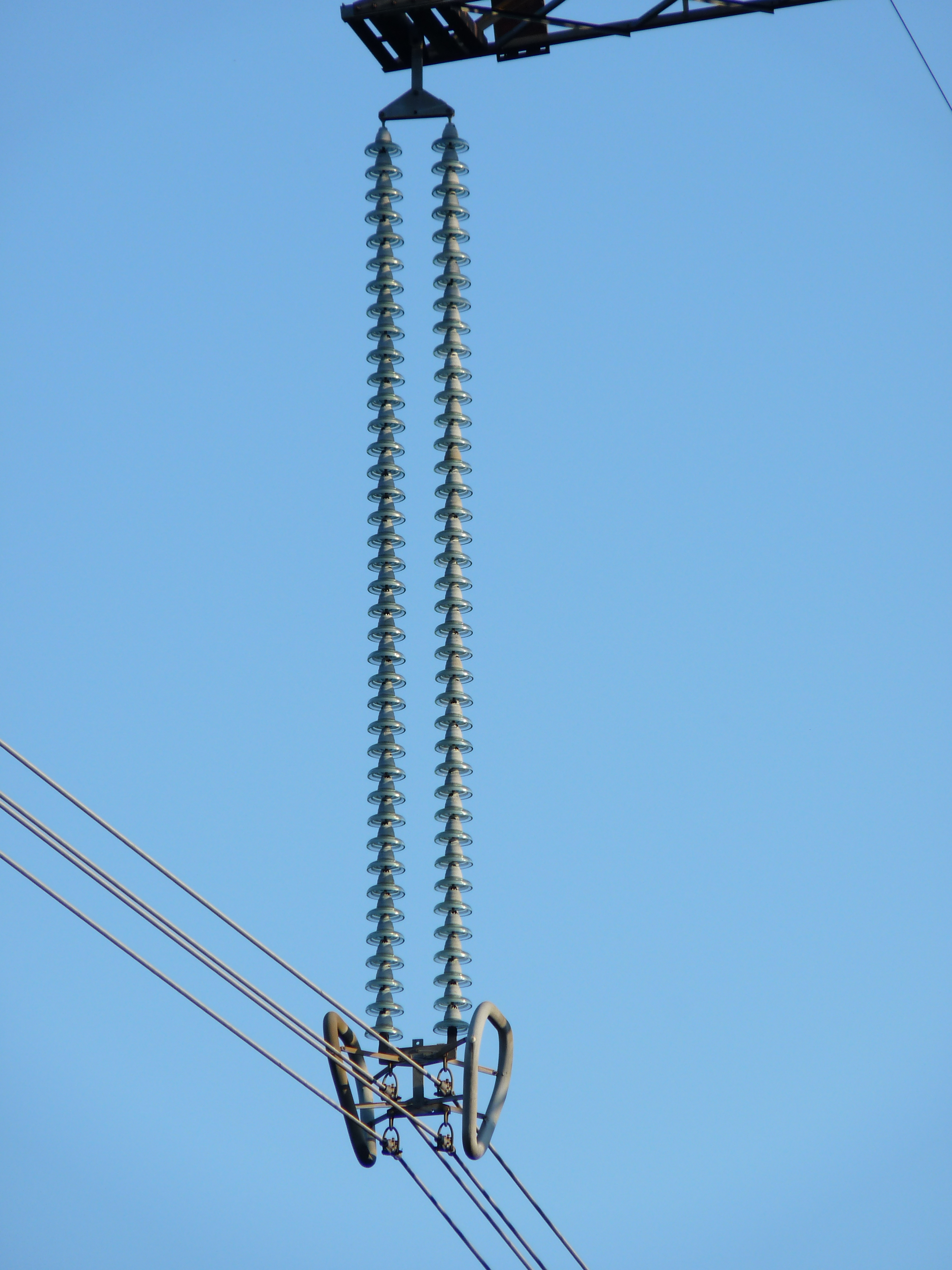
Izolator wiszący łańcuchowy na słupach przelotowych linii 750 kV

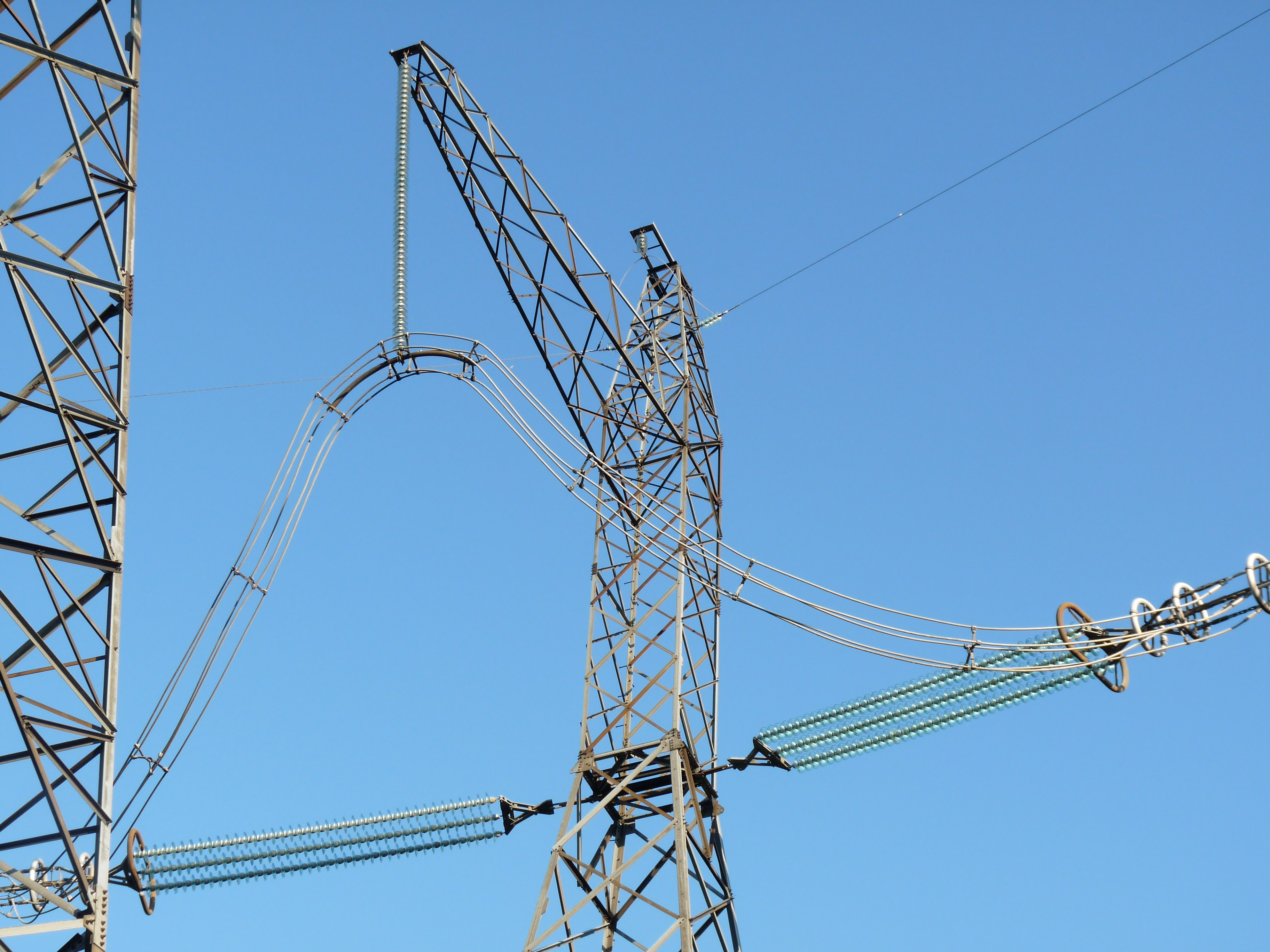
Izolatory odciągowe typu łańcuchowego oraz izolator wiszący typu łańcuchowego na słupie mocnym linii 750 kV

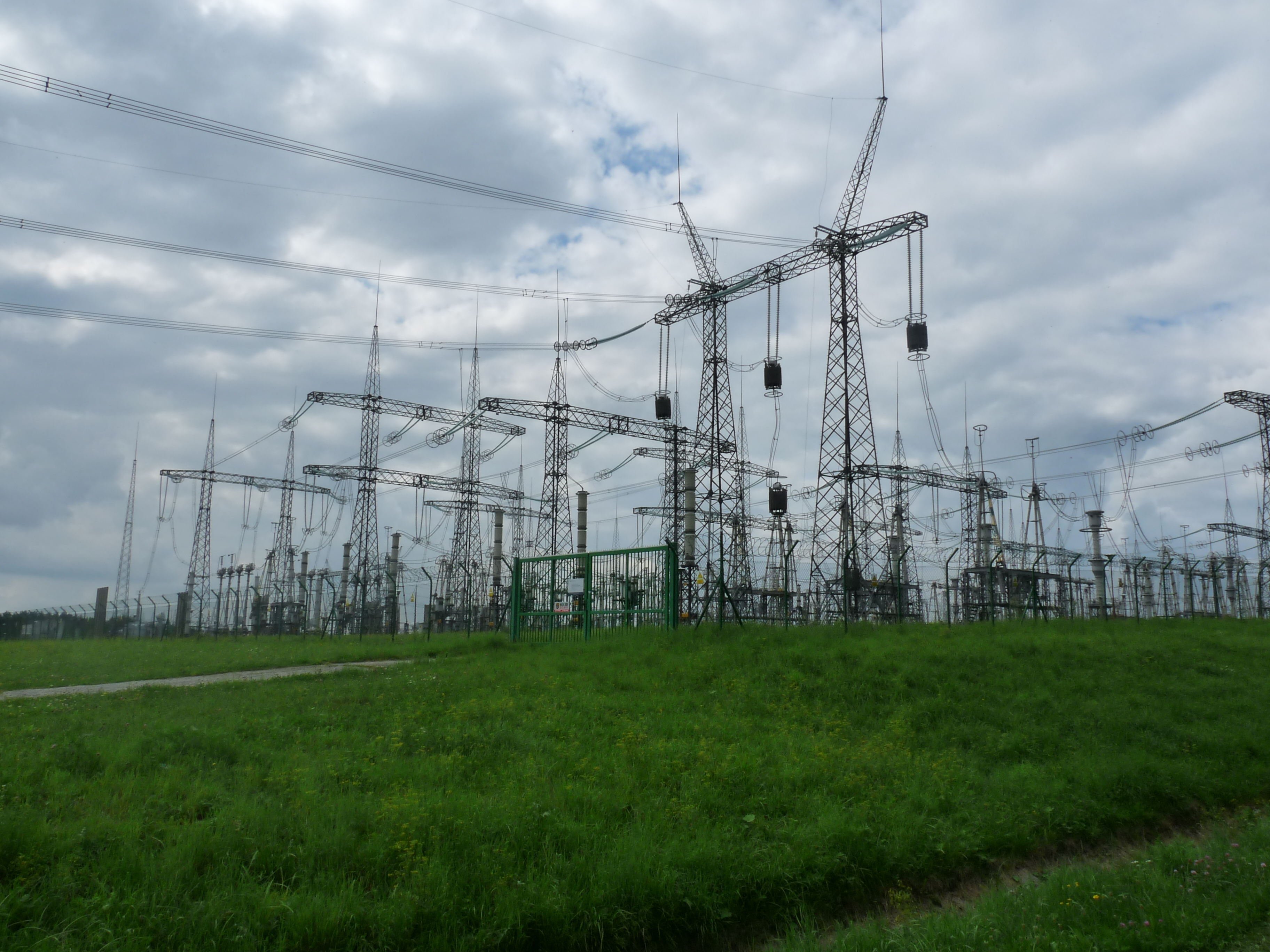
Pole linii odpływowej 750 kV w stacji Rzeszów

Linia elektroenergetyczna 750 kV Widełka – Chmielnicka – jedyna w Polsce linia elektroenergetyczna napowietrzna o napięciu 750 kV, zaliczająca się do sieci najwyższych napięć. Łączy stację elektroenergetyczną 750/400/110 kV „Rzeszów” w miejscowości Widełka niedaleko Kolbuszowej z elektrownią jądrową Chmielnicka na Ukrainie. Długość linii na terytorium Polski wynosi 114 km.
Od 1993 roku linia nie była eksploatowana. W 2022 roku podjęto decyzję o przywróceniu linii do działania. W maju 2023 linia została uruchomiona na napięciu 400 kV.

## Informacje techniczne
Napięcie znamionowe linii wynosi 750 kV. Przy tak wysokim napięciu dużego znaczenia nabiera minimalizacja zjawiska ulotu, który powoduje zwiększanie strat przesyłu oraz szybsze starzenie się elementów. W tym celu zastosowano np. przewody robocze wiązkowe składające się z czterech przewodów AFL-8 o przekroju 525 mm².
Linia ma dwa przewody odgromowe typu AFL-1,7 o przekroju 70 mm².
Przewody robocze zawieszone są w układzie płaskim do konstrukcji wsporczych (słupów elektroenergetycznych) przy pomocy izolatorów. W słupach przelotowych zastosowano izolatory wiszące typu łańcuchowego zbudowane z dwóch rzędów izolatorów kołpakowych szklanych, a w słupach mocnych izolatory odciągowe także typu łańcuchowego, ale zbudowanego z trzech rzędów izolatorów kołpakowych szklanych oraz izolatory wiszące typu łańcuchowego jednorzędowe zbudowane z izolatorów kołpakowych szklanych. Wysokość słupów przelotowych typu U45P wynosi 43 m, natomiast słupów mocnych typu U45M3 40 m.
W lipcu 1988 roku korzystając z doświadczeń energetyków węgierskich przeprowadzono pierwszy raz w Polsce prace pod napięciem na linii 750 kV.
Przejście linii przez granicę następuje w okolicy przejścia granicznego Budomierz – Hruszów.

## Historia

### Budowa i uruchomienie linii
W 1979 roku pięć państw bloku RWPG (ZSRR, Węgry, Polska, Czechosłowacja i NRD) podpisało wielostronne porozumienie o budowie układu przesyłowego 750 kV. Polska linia miała stanowić między innymi rezerwę i uzupełnienie dostaw energii elektrycznej z ZSRR do Węgier, gdzie połączenie polskiego i węgierskiego systemu przesyłowego następowało liniami 400 kV poprzez teren ówczesnej Czechosłowacji. W 1981 roku zatwierdzono ZTE (Założenia Techniczno-Ekonomiczne) dla polskiego odcinka linii 750 kV Rzeszów Widełka – EJ Chmielnicka. Zakończenie budowy linii nastąpiło w 1985 roku i linia została przekazana do eksploatacji.

### Okres wyłączenia linii
Linia od 1993 roku nie była eksploatowana, chociaż zgłaszano pomysły przywrócenia jej do pracy. Do 2022 roku nie podjęto żadnych kroków formalnych ani technicznych umożliwiających ponowne uruchomienie połączenia. Jej ponowne uruchomienie nie byłoby sprawą prostą, ponieważ Ukraiński System Elektroenergetyczny do lutego 2022 roku nie należał do UCTE (do którego Polska należy od 1995 roku), w związku z czym nie można było uruchomić połączenia synchronicznego pomiędzy Krajowym Systemem Elektroenergetycznym a stroną ukraińską. Możliwość uruchomienia linii wymagałaby przystąpienia Ukrainy do UCTE (w 2008 roku Ukraina złożyła w tym celu wniosek) lub zastosowania przekształtników częstotliwości w celu wprowadzenia tzw. wstawki prądu stałego (wstawka DC) w tor linii. Podobne rozwiązanie jest zastosowane w połączeniu elektroenergetycznym z Litwą, która też nie należała do UCTE do 8 lutego 2025 roku. Dodatkowo ponowne uruchomienie linii na napięciu 750 kV byłoby niemożliwe ze względu m.in. na niespełnienie norm środowiskowych czy też konieczność wykorzystania przestarzałych i niedostępnych technologii.
Wzmianki o ponownym uruchomieniu linii 750 kV pojawiły się w dokumentach rządowych: „Program dla energetyki” z 27 marca 2006 roku oraz „Polityka energetyczna Polski do 2030 r.” z 10 listopada 2009 roku. Do tej pory zostały w tym celu poczynione następujące kroki, które nie doprowadziły do 2021 roku do uruchomienia linii:
- 30 października 2008 r. – przekazanie przez PGE Polska Grupa Energetyczna S.A. na majątek Operatora Systemu Przesyłowego trzech linii wschodnich, w tym linii 750 kV,
- sierpień 2011 r. – uzyskanie pozwolenia ukraińskiego operatora Ukrenergo na prowadzenie rozmów nad uruchomieniem linii 750 kV od Ministerstwa Energetyki i Górnictwa Ukrainy,
- wrzesień 2011 r. – powołanie przez PSE S.A. oraz Ukrenergo grupy roboczej w celu prowadzenia prac nad określeniem możliwych wariantów odbudowy połączenia,
- 22 lutego 2012 r. – operatorzy wyłonili dwa warianty odbudowy połączenia do dalszych analiz,
- koniec lutego 2012 r. – złożenie wniosku do KE o dofinansowanie z funduszu TEN-E,
- czerwiec 2012 r. – przekazanie stronie ukraińskiej przez PSE S.A. projektu porozumienia o współpracy,
- wrzesień 2012 r. – podpisanie umowy pomiędzy PSE S.A. a Instytutem Energetyki Oddział Gdańsk na wykonanie „Wstępnej analizy dynamicznej współpracy KSE ze stacją konwertorową łączącą systemy przesyłowe Polski i Ukrainy”,
- maj 2013 r. – odebranie analizy od Instytutu Energetyki Oddział Gdańsk,
- wrzesień 2013 r. – otrzymanie pisma od Ukrenergo o zainteresowaniu kontynuacją działań na rzecz ponownego uruchomienia linii,
- 22 października 2013 r. – kolejne spotkanie przedstawicieli Ukrenergo i PSE S.A.,
- wrzesień 2014 r. – Ministerstwo Energetyki i Przemysłu Węglowego Ukrainy, podejmuje decyzję w sprawie rozszerzenia obszaru Wyspy Bursztyńskiej i gotowości do ponownego uruchomienia połączenia 750 kV Rzeszów – Chmielnicka, w ramach tego rozszerzenia,
- 5 listopada 2015 r. – PSE S.A. oświadcza, że nie podjęły żadnych zobowiązań w zakresie ponownego uruchomienia połączenia 750 kV Rzeszów – Chmielnicka, gdyż muszą być one poprzedzone decyzjami na szczeblach rządowych Polski i Ukrainy oraz pozostałych państw, których systemy elektroenergetyczne mają połączenia z obszarem Wyspy Bursztyńskiej[12],
- 3 marca 2017 r. – Energoatom (ukraiński operator elektrowni atomowych) zapowiada, że na 2019 rok zaplanowane jest rozpoczęcie przesyłu energii elektrycznej produkowanej w elektrowni Chmielnicka do Unii Europejskiej z wykorzystaniem między innymi linii elektroenergetycznej 750 kV Widełka – Chmielnicka[13][14].
- Marzec 2022 – według stanu na marzec 2022 r. Polska ani Ukraina nie prowadziły prac mających na celu uruchomienie linii. Ewentualne plany inwestycyjne z tym związane nie były uwzględnione także w projekcie „Planu rozwoju systemu przesyłowego” Polskich Sieci Elektroenergetycznych na lata 2022–2032[15].

### Ponowne uruchomienie w 2022 roku
Od momentu rosyjskiej agresji na Ukrainę linia 750 kV Widełka – Chmielnicka była wskazywana jako element potrzebny do synchronizacji systemu elektroenergetycznego Ukrainy z systemem Europy kontynentalnej (UCTE). Synchronizację systemów elektroenergetycznych Ukrainy i Mołdawii z UCTE w trybie awaryjnym przeprowadzono 16 marca 2022 r., bez wykorzystywania linii 750 kV. Podjęto też decyzje o ponownym uruchomieniu linii:
- Czerwiec 2022 – według stanu na czerwiec 2022 ogłoszono, że prace przy przywróceniu działania linii zostaną zakończone 14 grudnia 2022 roku. Linia zostanie przebudowana na 400 kV[17].
- Wrzesień 2022 – premier Ukrainy Denys Szmyhal 10.09.2022 na konferencji prasowej w Kijowie ogłosił, że planowany termin oddania do użytkowania linii Widełka-Chmielnicka EJ (14.12.2022) zostanie przesunięty o tydzień wcześniej. Pozwoli to na przesyłanie 1000 MW do polskiego systemu sieci elektroenergetycznych[18].
- Marzec 2023 PSE i Ukrenergo współpracują przy przywracaniu do eksploatacji połączenia między Polską a Ukrainą. Uruchomienie linii 400 kV jest planowane na drugi kwartał 2023 r. Po polskiej stronie zostały już przeprowadzone próby napięciowe połączenia, a po stronie ukraińskiej, pomimo realizacji prac w trudnych warunkach, są one planowane w najbliższych tygodniach. [www.pse.pl - PSE 16 marca 2023, 11:21]
- Maj 2023 - linia została uruchomiona na napięciu 400 kV.[19]